# Penkîne, Novomîrhorod
Penkîne (în ucraineană Пенькине) este un sat în comuna Șpakove din raionul Novomîrhorod, regiunea Kirovohrad, Ucraina.

## Demografie
Componența lingvistică a localității Penkîne
     Ucraineană (96,43%)
     Română (2,68%)
     Alte limbi (0,89%)
Conform recensământului din 2001, majoritatea populației localității Penkîne era vorbitoare de ucraineană (96,43%), existând în minoritate și vorbitori de română (2,68%).